# Acalypha pseudoalopecuroides
Acalypha pseudoalopecuroides é uma espécie de flor do gênero Acalypha, pertencente à família Euphorbiaceae.